# Мелвил (Роуд Ајланд)
Мелвил (енгл. Melville) насељено је место без административног статуса у америчкој савезној држави Роуд Ајланд.

## Демографија
По попису из 2010. године број становника је 1.320, што је 1.005 (-43,2%) становника мање него 2000. године.
| Група             | 2000.         | 2010.       |
| Белци             | 1.738 (74,8%) | 880 (66,7%) |
| Афроамериканци    | 220 (9,5%)    | 118 (8,9%)  |
| Азијати           | 108 (4,6%)    | 81 (6,1%)   |
| Хиспаноамериканци | 195 (8,4%)    | 156 (11,8%) |
| Укупно            | 2.325         | 1.320       |